# Élections fédérales ouest-allemandes de 1953
Les élections fédérales ouest-allemandes de 1953 (en allemand : Bundestagswahl 1953) se tiennent le dimanche 6 septembre 1953, afin d'élire les 484 députés de la 2e législature du Bundestag. Du fait des résultats et en application de la loi électorale, 487 députés sont finalement élus.
Avec une participation en forte hausse, ce scrutin voit la CDU/CSU du chancelier Konrad Adenauer s'imposer comme la force politique dominante au niveau fédéral, puisqu'elle rate d'un seul siège la majorité absolue. Alors que le SPD, principal parti d'opposition, et le FDP, allié privilégié des Unions chrétiennes, stagnent, le KPD est exclu du Bundestag. Le GB/BHE, qui entend représenter les populations expulsées d'Allemagne de l'Est, et le DP confortent une majorité idéologiquement de droite conservatrice.

## Contexte
Lors des élections fédérales du 14 août 1949, la nouvelle alliance chrétienne-démocrate CDU/CSU, emmenée par le président du Conseil parlementaire Konrad Adenauer, devient la première force politique de la nouvelle République fédérale. Avec 31 % des voix et 139 parlementaires sur 402, elle devance le Parti social-démocrate d'Allemagne (SPD), vieux de 74 ans, pilier de la république de Weimar et qui réunit 29,2 % des suffrages exprimés et 131 députés.
Le Parti libéral-démocrate (FDP), héritier du mouvement libéral et national-libéral, prend la troisième place des formations politiques avec 11,9 % des voix et 52 sièges. Il devance nettement le Parti communiste d'Allemagne (KPD), qui se contente de 15 élus et 5,7 % des exprimés. Six autres partis parviennent à intégrer le Bundestag, dont les régionalistes du Parti bavarois (BP), les nationaux-conservateurs du Parti allemand (DP) et les conservateurs du Parti du centre allemand (DZP), ce dernier force majeure du régime républicain d'avant-guerre.
Le 12 septembre, l'Assemblée fédérale est convoquée pour élire le premier président fédéral d'Allemagne de l'Ouest. Le libéral Theodor Heuss, appuyé par les chrétiens-démocrates, est en tête au premier tour avec 46,9 %, devant le social-démocrate Kurt Schumacher. Au second tour, Heuss devient le premier chef de l'État fédéral ouest-allemand en recevant 51,7 %. Il propose alors Konrad Adenauer comme nouveau chancelier fédéral. Soutenu par une coalition entre la CDU/CSU, le FDP et le DP, il reçoit l'investiture du Bundestag par 202 voix sur 388 exprimées, soit neuf suffrages de moins que le total de sa majorité.
En juillet 1953,les députés approuvent une réforme substantielle de leur mode d'élection. Si en 1949 il fallait franchir le seuil de 5 % des suffrages exprimés dans un seul Land pour y obtenir des sièges, ce seuil s'applique désormais au niveau de l'Allemagne de l'Ouest tout entière, ce qui limite l'émiettement de l'assemblée. De plus, chaque électeur dispose désormais de deux voix, une pour sa circonscription et une pour un parti politique, alors qu'au cours du précédent scrutin, la voix accordée au candidat uninominal revenait automatiquement à son parti de rattachement. Le nombre de députés passe de 400 à 484, par l'ajout de 84 sièges de liste, le total des circonscriptions restant donc inchangé.

## Mode de scrutin
Le Bundestag est constitué de 484 députés (en allemand : Mitglied des Deutschen Bundestages, MdB), élus pour une législature de quatre ans au suffrage universel direct et suivant le scrutin proportionnel d'Hondt.
Chaque électeur dispose de deux voix : la première (Erststimme) lui permet de voter pou un candidat de sa circonscription selon les modalités du scrutin uninominal majoritaire à un tour, le pays comptant un total de 242 circonscriptions réparties entre les neuf Länder ; la deuxième (Zweitstimme) lui permet de voter pour une liste de candidats proposée par un parti politique au niveau du Land.
Lors du dépouillement, l'intégralité des sièges attribués est répartie à la proportionnelle, à condition qu'un parti ait remporté 5 % des voix au niveau national ou un mandat uninominal, puis distribuée entre les Länder. Si un parti a remporté des mandats au scrutin uninominal, ses sièges sont d'abord pourvus par ceux-ci.
Dans le cas où un parti obtient plus de mandats au scrutin uninominal que la proportionnelle ne lui en attribue, ces mandats sont conservés.

## Campagne

### Principaux partis
| Parti | Parti                                                                              | Idéologie                                                  | Chef de file                                           | Score en 1949               |
| ----- | ---------------------------------------------------------------------------------- | ---------------------------------------------------------- | ------------------------------------------------------ | --------------------------- |
|       | Union chrétienne-démocrate d'Allemagne Christlich Demokratische Union Deutschlands | Centre droit Démocratie chrétienne, libéral-conservatisme  | Konrad Adenauer (Chancelier fédéral)                   | 31,0 % des voix 139 députés |
|       | Union chrétienne-sociale en Bavière Christlich-Soziale Union in Bayern             | Centre droit Démocratie chrétienne, libéral-conservatisme  | Konrad Adenauer (Chancelier fédéral)                   | 31,0 % des voix 139 députés |
|       | Parti social-démocrate d'Allemagne Sozialdemokratische Partei Deutschlands         | Centre gauche Socialisme démocratique, socialisme          | Erich Ollenhauer                                       | 29,2 % des voix 131 députés |
|       | Parti libéral-démocrate Freie Demokratische Partei                                 | Centre Libéralisme classique, libéralisme économique       | Franz Blücher (Vice-chancelier)                        | 11,9 % des voix 52 députés  |
|       | Parti communiste d'Allemagne Kommunistische Partei Deutschlands                    | Extrême gauche Communisme, marxisme, luxemburgisme         | Max Reimann                                            | 5,7 % des voix 15 députés   |
|       | Parti bavarois Bayernpartei                                                        | Centre droit Libéral-conservatisme, régionalisme           | Anton Besold (en)                                      | 4,2 % des voix 17 députés   |
|       | Parti allemand Deutsche Partei                                                     | Droite National-conservatisme, national-libéralisme        | Heinrich Hellwege (Ministre des Affaires du Bundesrat) | 4,0 % des voix 17 députés   |
|       | Parti du centre allemand Deutsche Zentrumspartei                                   | Centre droit Démocratie chrétienne, conservatisme sociétal | Johannes Brockmann (de)                                | 3,1 % des voix 10 députés   |

## Résultats

### Voix et sièges

#### Au niveau fédéral
|                        |                                                                |                                                                |                  |                  |                  |                  |            |       |       |        |                  |                  |                  |                  |
| Partis                 | Partis                                                         | Partis                                                         | Circonscriptions | Circonscriptions | Circonscriptions | Circonscriptions | Liste      | Liste | Liste | Liste  | Total des sièges | Total des sièges | Total des sièges | Total des sièges |
| Partis                 | Partis                                                         | Partis                                                         | Votes            | %                | Sièges           | +/-              | Votes      | %     | +/-   | Sièges | Total            | +/-              | DB               | Total            |
|                        |                                                                | Union chrétienne-démocrate d'Allemagne (CDU)                   | 9 577 659        | 34,80            | 130              | 39               | 10 016 594 | 36,36 | 11,17 | 61     | 191              | 76               | 6                | 197              |
|                        | Union chrétienne-sociale en Bavière (CSU)                      | 2 450 286                                                      | 8,90             | 42               | 18               | 2 427 387        | 8,81       | 2,99  | 10    | 52     | 28               | 0                | 52               |                  |
| Total CDU/CSU          | Total CDU/CSU                                                  | 12 027 945                                                     | 43,71            | 172              | 57               | 12 443 981       | 45,17      | 14,16 | 71    | 243    | 104              | 6                | 249              |                  |
|                        | Parti social-démocrate d'Allemagne (SPD)                       | Parti social-démocrate d'Allemagne (SPD)                       | 8 131 257        | 29,55            | 45               | 51               | 7 944 943  | 28,84 | 0,38  | 106    | 151              | 20               | 11               | 162              |
|                        | Parti libéral-démocrate (FDP)                                  | Parti libéral-démocrate (FDP)                                  | 2 967 566        | 10,78            | 14               | 2                | 2 629 163  | 9,54  | 2,38  | 34     | 48               | 4                | 5                | 53               |
|                        | Bloc pan-allemand/Fédération des réfugiés et expulsés (GB/BHE) | Bloc pan-allemand/Fédération des réfugiés et expulsés (GB/BHE) | 1 613 215        | 5,86             | 0                | en stagnation    | 1 616 953  | 5,87  | Nv.   | 27     | 27               | 27               | 0                | 27               |
|                        | Parti allemand (DP)                                            | Parti allemand (DP)                                            | 1 073 031        | 3,90             | 10               | 5                | 896 128    | 3,25  | 0,71  | 5      | 15               | 2                | 0                | 15               |
|                        | Parti communiste d'Allemagne (KPD)                             | Parti communiste d'Allemagne (KPD)                             | 611 317          | 2,22             | 0                | en stagnation    | 607 860    | 2,21  | 3,53  | 0      | 0                | 15               | 0                | 0                |
|                        | Parti bavarois (BP)                                            | Parti bavarois (BP)                                            | 399 070          | 1,45             | 0                | 11               | 465 641    | 1,69  | 2,47  | 0      | 0                | 17               | 0                | 0                |
|                        | Parti populaire pan-allemand (GVP)                             | Parti populaire pan-allemand (GVP)                             | 286 465          | 1,04             | 0                | en stagnation    | 318 475    | 1,16  | Nv.   | 0      | 0                | en stagnation    | 0                | 0                |
|                        | Parti impérial allemand (DRP)                                  | Parti impérial allemand (DRP)                                  | 204 725          | 0,74             | 0                | en stagnation    | 295 739    | 1,07  | 0,74  | 0      | 0                | 5                | 0                | 0                |
|                        | Parti du centre allemand (DZP)                                 | Parti du centre allemand (DZP)                                 | 55 835           | 0,20             | 1                | 1                | 217 078    | 0,79  | 2,28  | 2      | 3                | 7                | 0                | 3                |
|                        | Association large pour le rassemblement national (DNS)         | Association large pour le rassemblement national (DNS)         | 78 356           | 0,28             | 0                | en stagnation    | 70 726     | 0,26  | Nv.   | 0      | 0                | en stagnation    | 0                | 0                |
|                        | Fédération des électeurs du Schleswig du Sud (SSW)             | Fédération des électeurs du Schleswig du Sud (SSW)             | 44 339           | 0,16             | 0                | en stagnation    | 44 585     | 0,16  | 0,16  | 0      | 0                | 1                | 0                | 0                |
|                        | Autres partis                                                  | Autres partis                                                  | 9 454            | 0,03             | 0                | en stagnation    |            |       |       |        | 0                | en stagnation    | 0                | 0                |
|                        | Indépendants                                                   | Indépendants                                                   | 17 185           | 0,06             | 0                | 3                |            |       |       |        | 0                | 3                | 0                | 0                |
|                        |                                                                |                                                                |                  |                  |                  |                  |            |       |       |        |                  |                  |                  |                  |
| Votes valides          | Votes valides                                                  | Votes valides                                                  | 27 519 760       | 96,63            |                  |                  | 27 551 272 | 96,74 |       |        |                  |                  |                  |                  |
| Votes blancs et nuls   | Votes blancs et nuls                                           | Votes blancs et nuls                                           | 959 790          | 3,37             | 928 278          | 3,26             |            |       |       |        |                  |                  |                  |                  |
| Total                  | Total                                                          | Total                                                          | 28 479 550       | 100              | 242              | en stagnation    | 28 479 550 | 100   | —     | 245    | 487              | 85               | 22               | 509              |
| Abstentions            | Abstentions                                                    | Abstentions                                                    | 4 641 390        | 14,01            |                  |                  | 4 641 390  | 14,01 |       |        |                  |                  |                  |                  |
| Inscrits/Participation | Inscrits/Participation                                         | Inscrits/Participation                                         | 33 120 940       | 85,99            | 33 120 940       | 85,99            |            |       |       |        |                  |                  |                  |                  |

#### Dans les Länder
| Land                        | Union                                   | SPD                                     | FDP                                     | GB/BHE                                  | DP                                      | DZP                                     |
| --------------------------- | --------------------------------------- | --------------------------------------- | --------------------------------------- | --------------------------------------- | --------------------------------------- | --------------------------------------- |
| Land                        |                                         |                                         |                                         |                                         |                                         |                                         |
| Bade-Wurtemberg             | 52,4 %                                  | 23,0 %                                  | 12,7 %                                  | 5,4 %                                   | 1,6 %                                   | -                                       |
| Basse-Saxe                  | 35,2 %                                  | 30,1 %                                  | 6,9 %                                   | 10,8 %                                  | 11,9 %                                  | -                                       |
| Bavière                     | 47,8 %                                  | 23,3 %                                  | 6,2 %                                   | 8,2 %                                   | 0,9 %                                   | -                                       |
| Berlin-Ouest                | Les députés sont choisis par le Landtag | Les députés sont choisis par le Landtag | Les députés sont choisis par le Landtag | Les députés sont choisis par le Landtag | Les députés sont choisis par le Landtag | Les députés sont choisis par le Landtag |
| Brême                       | 24,8 %                                  | 39,0 %                                  | 7,5 %                                   | 3,3 %                                   | 17,0 %                                  | -                                       |
| Hambourg                    | 36,7 %                                  | 38,1 %                                  | 10,3 %                                  | 2,5 %                                   | 5,9 %                                   | -                                       |
| Hesse                       | 33,2 %                                  | 33,7 %                                  | 19,7 %                                  | 6,4 %                                   | 2,8 %                                   | -                                       |
| Rhénanie-du-Nord-Westphalie | 48,9 %                                  | 31,9 %                                  | 8,5 %                                   | 2,7 %                                   | 1,0 %                                   | 2,7 %                                   |
| Rhénanie-Palatinat          | 52,1 %                                  | 27,2 %                                  | 12,1 %                                  | 1,5 %                                   | 1,1 %                                   | -                                       |
| Schleswig-Holstein          | 47,1 %                                  | 26,5 %                                  | 4,5 %                                   | 11,6 %                                  | 4,0 %                                   | -                                       |
| Allemagne                   | 45,2 %                                  | 28,8 %                                  | 9,5 %                                   | 5,9 %                                   | 3,3 %                                   | 0,7 %                                   |

### Analyse

Résultats par circonscription et sièges de liste.

Avec une progression phénoménale de l'ordre de 14 points par rapport au scrutin de 1949, la CDU/CSU manque  d'un seul siège d'obtenir la majorité absolue au Bundestag. Le nouveau mode de scrutin joue en défaveur des petits partis. Avec seulement 2,2 % des voix, le KPD perd tous ses élus. Le résultat est le même pour les petites formations d'extrême droite ou régionalistes, notamment le BP, qui ne seront plus jamais représentées au Bundestag par la suite.
Le DP parvient à garder son groupe parlementaire en obtenant dix mandats directs grâce à ses alliances avec la CDU. Le DZP a pour sa part obtenu un mandat direct, mais son très faible score ne lui a guère permis de totaliser plus de trois sièges au terme du processus.

### Conséquences
Le chancelier fédéral Konrad Adenauer est par confirmé à son poste le 9 octobre 1953 par 305 voix sur 467, soit 31 suffrages de moins que le total de sa majorité. Il forme un nouveau gouvernement de coalition associant la CDU, la CSU, le FDP, le DP et le GB/BHE.
Cette coalition s'effrite au cours de la législature. En mars 1956, huit députés du GB/BHE, dont les deux ministres, quittent leur parti pour adhérer à l'Union chrétienne-démocrate. Les 19 parlementaires restants du Bloc des réfugiés passent alors dans l'opposition. Le Parti libéral-démocrate décide trois mois plus tard de se retirer de la majorité. Cela conduit 17 élus — dont les quatre ministres — à fonder le Parti populaire libéral (FVP) afin de continuer à gouverner. Adenauer remanie en profondeur son cabinet en octobre afin de tenir compte des nouveaux rapports de force au sein de son alliance.